# Industrieel monument (Joep van Lieshout)
Industrieel monument is een kunstwerk in Amsterdam-Oost. Het bestaat uit een voormalig spoorperron met opzichterhuisje en wagon.

Het is een schepping van (Atelier) Joep van Lieshout, dat in de publieke ruimte staat opgesteld aan de Cruquiusweg in het Oostelijk Havengebied. Het monument kwam er dankzij de Werkgroep Kunst Oostelijk Havengebied, die aan de kunstenaar vroeg van een vergane spoorwegwagon een kunstwerk te maken ter nagedachtenis van het industrieverleden van deze buurt (er lagen hier overal treinrails en ook een reinigingsstation) met name het abattoir. Van Lieshout zag toen het eveneens in onttakeling bevindende opzichterhuisje dat op een oud perron tussen de sporen stond. Hij hoefde er geen rekening mee te houden, want het zou gesloopt worden. Van Lieshout besloot juist het huisje naar de oorspronkelijk staat te renoveren en tot monument te verklaren, een protest tegen de 
vernieuwingsdrift van de mensheid, de Nederlanders en de Amsterdammers in het bijzonder. (Het Parool, 09-08-2017)
Bij oplevering van het kunstwerk bleek dat Van Lieshout al zijn energie had gestopt in het opzichterhuisje en de goederenwagon onveranderd had gelaten. 
Dat niet iedereen doorheeft dat de twee objecten (treinstel en huisje) een geheel vormen bleek toen aan collega-kunstenaar Ronald van der Meijs in 2008 opnieuw werd gevraagd de wagon op te fleuren. Hij liet er container gemaakt van jute zakken op zetten, een verwijzing van de overgang van transportmiddel naar de zeecontainer, een van de redenen waarom dit havengebied, dat daar niet voor geschikt was, stilviel. 
Het opzichtershuisje werd in 2008 in gebruik genomen als expositieruimte en kreeg in 2013 haar naam Museum Perron Oost, het kleinste museum ter wereld. De objecten maken deel uit van een historische route door Amsterdam-Oost (kunst, architectuur, objecten).
Het Parool van 9 augustus 2017, rubriek Blikvangers verzorgd door Sophia Zürcher, meldde dat dit Industrieel monument nauwelijks past binnen het overige oeuvre van Joep van Lieshout, zo sterk wijkt het af van zijn overige werk. 

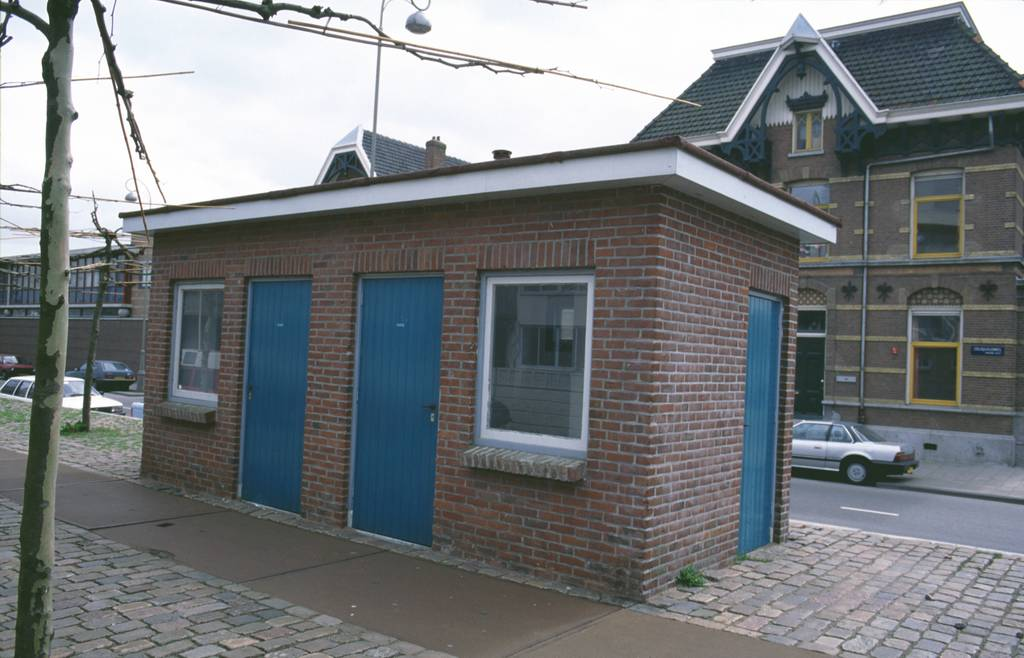
Het opzichterhuis (2014)
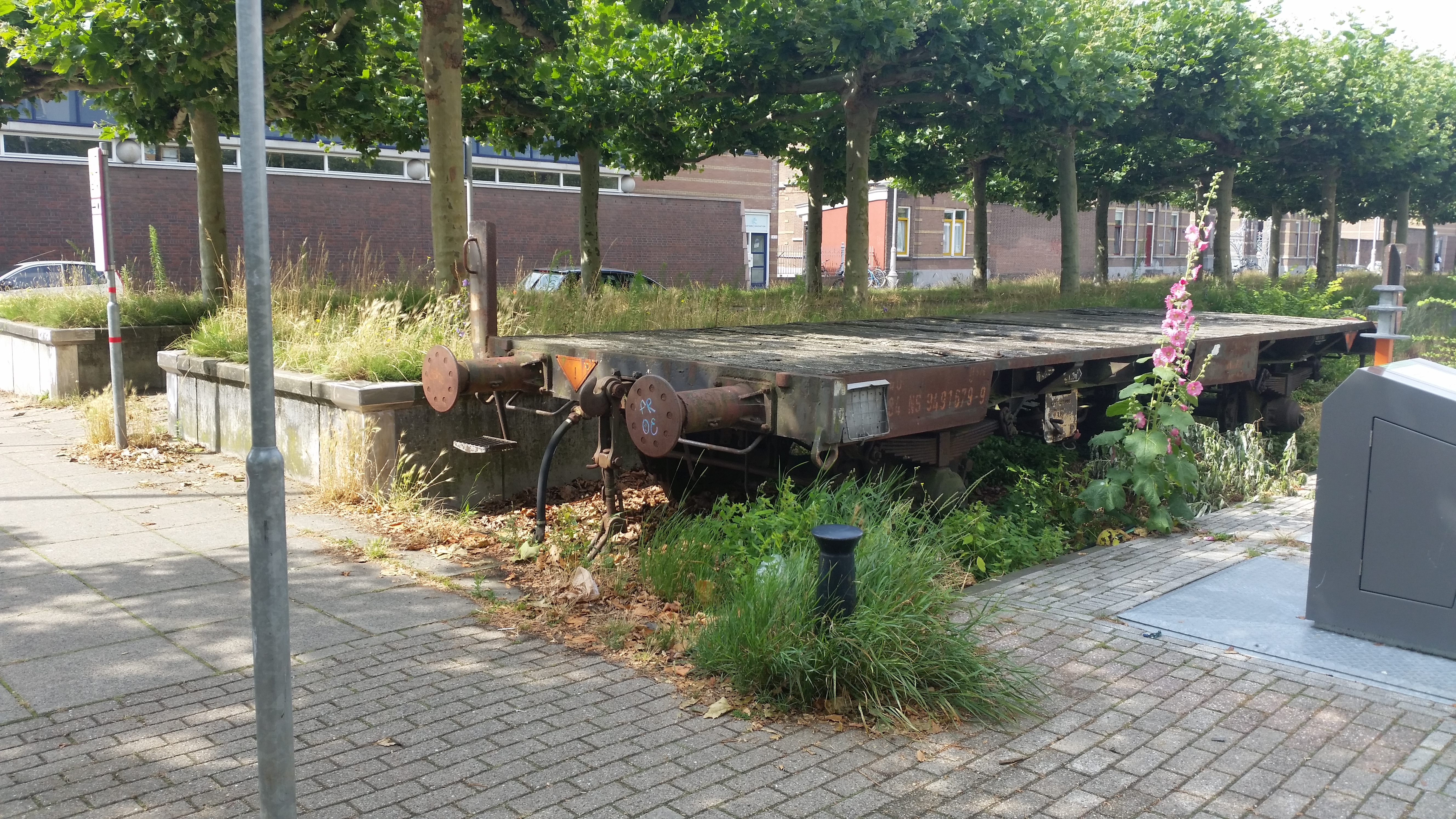
Treinwagon (juli 2019)